# Kaddour Benghabrit

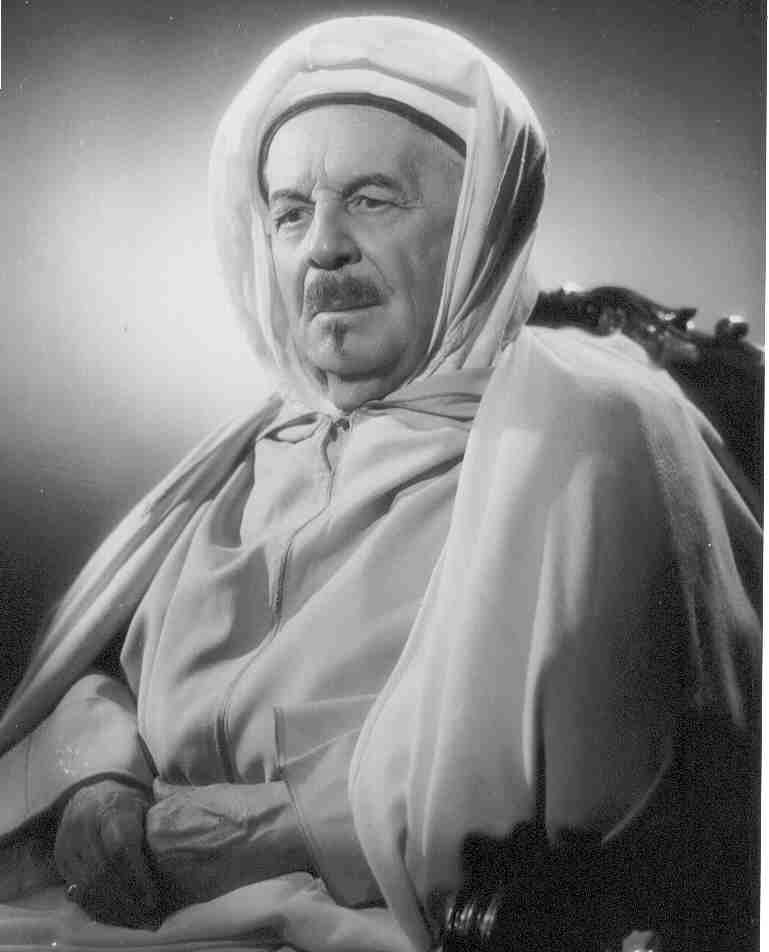
Kaddour Benghabrit

Si Kaddour Benghabrit (arabisch سي قدور بن غبريط, auch Abdelqader Ben Ghabrit; geb. 1. November 1868 in Sidi Bel Abbès, Französisch-Algerien; gest. 24. Juni 1954 in Paris, Frankreich) war ein algerischer islamischer Gelehrter, Diplomat und Beamter mit französischer Staatsbürgerschaft. Er war Gründer und erster Leiter der Großen Moschee von Paris. Im Zweiten Weltkrieg rettete er das Leben von Hunderten von Juden, indem er sie in der Moschee versteckte.

## Leben
Benghabrit entstammte einer angesehenen Familie aus Tlemcen. Nach dem Besuch einer Madrasa in der Altstadt von Algier und der Madrasa von Tlemcen nahm er ein Studium an der Universität al-Qarawīyīn in Fès auf und begann seine berufliche Karriere in Französisch-Algerien als Justizbeamter. 1892 wurde er Hilfsdolmetscher an der französischen Auslandsvertretung in Tanger und somit Mitarbeiter des französischen Außenministeriums. Bei Verhandlungen mit aufständischen marokkanischen Stämmen stellte er seine Kenntnisse der religiösen Vorschriften unter Beweis und wurde zum Verbindungsmann zwischen den staatlichen Behörden und den religiösen Führern. 

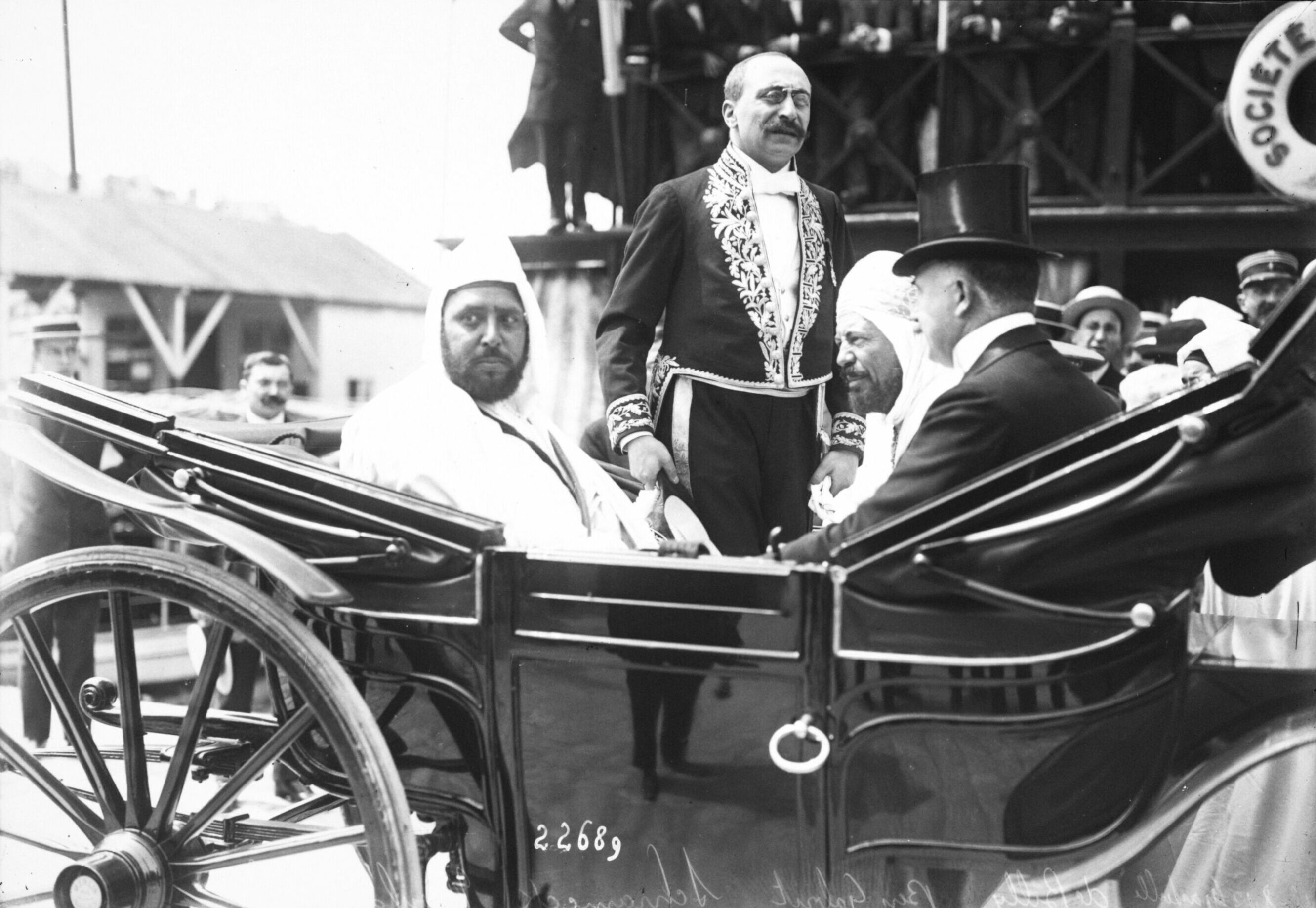
Abraham Schrameck (stehend) im Landauer mit Sultan Mulai Abd al-Hafiz von Marokko und Si Kaddour Benghabrit (rechts) in Marseille 1912.

Benghabrit beteiligte sich aktiv an der Errichtung des französischen Protektorats in Marokko, wurde Honorarkonsul in Fès und schließlich protokollarischer Direktor bei Mulai Abd al-Hafiz, dem Sultan von Marokko. Benghabrit war Teilnehmer an der Algeciras-Konferenz von 1906 und an den Verhandlungen, die 1912 in den Vertrag von Fès mündeten. 1916 wurde er in den Hedschas entsandt. Er unterstützte Scherif Hussein in der arabischen Revolte gegen das Osmanische Reich, anerkannte dessen Anspruch auf das Kalifat und überzeugte ihn, im Gegenzug das bis dahin geheime Sykes-Picot-Abkommen der Kolonialmächte Großbritannien und Frankreich zu akzeptieren. Mit Emir Faisal führte er Verhandlungen im Hinblick auf die Errichtung eines französischen Mandats in Syrien. Zudem bemühte er sich, seinen Glaubensbrüdern aus Nordafrika die Pilgerfahrt zu den heiligen Stätten des Islams möglichst zu erleichtern, und gründete zu diesem Zweck in Algier eine religiöse Stiftung, die in Mekka und Medina zwei Häuser erwerben sollte; allerdings wurde nur eine Gaststätte in Mekka gekauft. In Paris wurde 1922 auf seine Initiative hin der Grundstein für die Große Moschee gelegt, die 1926 eingeweiht wurde und der Benghabrit bis zu seinem Tod 1954 als administrativer Leiter („Recteur“) vorstand. 1925 wurde er mit dem Großkreuz der Ehrenlegion ausgezeichnet.
Im Zweiten Weltkrieg, während der deutschen Besetzung Frankreichs, rettete er zusammen mit seinem Mitarbeiter, dem Imam Abdelkader Mesli, unter der Mithilfe von algerischen kommunistischen Partisanen, Hunderte von Juden (darunter den algerischen Sänger Salim Halali) vor der Deportation, indem er sie im Untergeschoss der Großen Moschee versteckte und ihnen gefälschte Pässe mit islamisch klingenden Namen ausstellte. Er stellte sich nicht offen gegen das Vichy-Regime, weigerte sich aber hartnäckig, den deutschen Bemühungen Folge zu leisten, die ihn dazu bringen wollten, den Mufti von Jerusalem und NS-Kollaborateur Mohammed Amin al-Husseini nach Paris einzuladen.
Kaddour Benghabrit starb am 24. Juni 1954 in Paris, er wurde auf der Nordseite „seiner“ Moschee nach malikitischem Ritus bestattet. Nach seinem Tod übernahm sein Neffe Ahmed Benghabrit die Leitung der Pariser Moschee. Benghabrit wurde jedoch von der französischen Polizei im Juli 1957 aus Frankreich ausgewiesen, nachdem er sich im Algerienkrieg für die algerische Seite engagiert hatte.

## Nachwirkung
Im April 2005 wurden jüdische Zeitzeugen aufgerufen, sich bei Yad Vashem dafür einzusetzen, dass Nachkommen von Kaddour Benghabrit als Gerechte unter den Völkern geehrt werden. Im Filmdrama Die freien Menschen („Les hommes libres“) von Ismaël Ferroukhi aus dem Jahr 2011 wird Benghabrit von Michael Lonsdale verkörpert.